# باشگاه فوتبال دپورتیوو آلاوس
دپورتیوو آلاوس که معمولاً به اختصار آلاوس یا الاوز  خوانده می‌شود، یک باشگاه فوتبال اسپانیایی است که در شهر بیتوریا واقع در ایالت آلابا در منطقهٔ خودمختار باسک قرار دارد. باشگاه در سال ۱۹۲۱ تأسیس شد و در حال حاضر در لالیگا بازی می‌کند و در پایان هفته ۴۱ لیگ ادلانته موفق به صعود به لالیگا شد؛ و باید در فصل ۲۰۱۶–۱۷ در لالیگا حضور پیدا کرد. بازی‌های خانگی این تیم در ورزشگاه مندیزوروتسا برگزار می‍شود.
بزرگ‌ترین موفقیت این باشگاه در سال ۲۰۰۱ اتفاق افتاد، در این سال این باشگاه در شروع رقابت‌های اروپاییش توانست همراه با لیورپول به فینال جام یوفا ۲۰۰۱ راه پیدا کند. در حالی که این بازی در وقت‌های قانونی ۴–۴ مساوی به اتمام رسید نهایتاً این تیم با دریافت گل طلایی در وقت‌های اضافه مغلوب لیورپول شد. آخرین گل بازی به صورت گل‌به‌خودی به ثمر رسید.

## افتخارات

### داخلیسگوندا دیویژن
- قهرمان (۳):۱۹۲۹–۱۹۳۰ ۱۹۵۳–۱۹۵۴ ۱۹۹۷–۱۹۹۸

ترسرا دیویژن
- قهرمان (۴): ۱۹۹۲–۱۹۹۳، ۱۹۹۳–۱۹۹۴، ۱۹۹۴–۱۹۹۵، ۲۰۱۲–۲۰۱۳

کوپادل ری
- نایب قهرمان۲۰۱۶–۱۷

### بین‌المللی
لیگ اروپا
- (۱) بار: نایب قهرمان ۲۰۰۰–۲۰۰۱